# Ring Kortrijk
Ring Kortrijk is een winkelcentrum in Kortrijk-Noord en is het grootste overdekte winkelcentrum in de provincie West-Vlaanderen. Ring Kortrijk, gelegen aan de R8, ring rond Kortrijk, telt verspreid over een oppervlakte van 35.000 vierkante meter meer dan 90 winkels en beschikt over een parking voor 2.000 wagens.

## Geschiedenis
In 1973 lag het Ring Shopping bij de opening in Kuurne, maar na de aanleg van de ring rond Kortrijk (R8) en de grenswijziging bij de gemeentefusies op 1 januari 1977, kwam het in Kortrijk te liggen. De winkels in het complex zijn verdeeld over twee niveaus. Door de goede bereikbaarheid kende het van bij de aanvang een vrij groot succes.
Sinds de opening werd het winkelcomplex reeds een paar keer gerestyled, maar nooit zo grondig als de verbouwing en uitbreiding in 2005. Met het oog op een betere interne circulatie werd het aantal toegangspoorten toen van zeven op vier gebracht. In de gang van poort 4 werd er dan een horecacorner ingericht. Bovendien onderging het complex als tegenzet voor de commerciële ontwikkelingen in het zuiden van Kortrijk een naamsverandering van Ring Shopping Center naar Ring Shopping Kortrijk Noord.
In de huidige 90 winkels werken een 450-tal mensen. Het winkelcentrum krijgt jaarlijks ongeveer 3,6 miljoen bezoekers over de vloer. In 2009 stond een nieuwe uitbreiding op het programma om de concurrentie met het nieuwe winkelcentrum K in Kortrijk het hoofd te bieden. Zo werd de handelsoppervlakte vergroot met zo'n 1.500 m².
Eind juli 2010 werd omwille van besparingen bij Carrefour de vestiging in het shoppingcenter gesloten. Ook het Colruytfiliaal trok in datzelfde jaar weg uit het shoppingcentrum naar een nieuw te bouwen complex aan de andere kant van de ring. Op de locatie van de voormalige Carrefour opende er in 2012 een nieuwe vestiging van supermarktketen Delhaize, maar in 2015 sloot deze alweer de deuren. De overblijvende ruimte werd opgedeeld in kleinere handelszaken.  Het Colruytfiliaal heeft plaats gemaakt voor een filiaal van Albert Heijn.
Op 2 en 3 oktober 2021 werd Ring Shopping omgedoopt tot Ring Kortrijk. Het naam werd verkort als onderdeel van een rebranding-strategie om meer te zijn dan een shopping centrum alleen. Het winkelcentrum hoort te transformeren naar een full service centrum, waar bezoekers ook terecht kunnen voor ontspanning en diensten.